# توميسلاف نيكوليتش
توميسلاف نيكوليتش (من مواليد 15 فبراير 1952) هو سياسي صربي متقاعد شغل منصب رئيس صربيا من 2012 إلى 2017.
ولد نيكوليتش في قرية بايتشيتينا في كراغوييفاتس وكان عضو منذ فترة طويلة ونائب عن الحزب الراديكالي الصربي. شغل منصب نائب رئيس وزراء صربيا من 1998 إلى 1999 ونائب رئيس وزراء جمهورية يوغوسلافيا الاتحادية في الحكومة الائتلافية من 1999 إلى 2000. كان نيكوليتش نائب زعيم الحزب الراديكالي من عام 2003 وشغل لفترة وجيزة منصب رئيس برلمان صربيا في عام 2007. في عام 2008 استقال بعد خلاف مع زعيم الحزب فويسلاف شيشيلي بشأن علاقات صربيا مع الاتحاد الأوروبي حيث أصبح نيكوليتش لصالح انضمام صربيا إلى الاتحاد الأوروبي وهي الخطوة التي عارضها شيشيلي وفصيله بشدة. شكل نيكوليتش الحزب التقدمي الصربي الذي انضم إليه العديد من أعضاء الحزب الاشتراكي الثوري.
ترشح نيكوليتش لمنصب رئيس يوغوسلافيا في انتخابات عام 2000 وحصل على المركز الثالث. كما ترشح أربع مرات لمنصب رئيس صربيا (في انتخابات 2003 و2004 و2008 و 2012). في عام 2003 حصل على أكبر عدد من الأصوات لكن الانتخابات أُلغيت بسبب قلة المشاركة بينما في عامي 2004 و 2008 احتل المركز الثاني خلف بوريس تاديتش. في عام 2012 فاز في جولة الإعادة ضد تاديتش ليصبح رئيس صربيا.

## النشأة
ولد توميسلاف نيكوليتش في كراغويفاتش. كان والده رادومير عامل وكانت والدته شيفادينكا (سابقا كوكوفيتش) ربة منزل. في شبابه تدرب في ألعاب القوى. أكمل المدرسة الثانوية الفنية في كراغويفاتش. أول عمل له كان مشرف مقبرة. في عام 1971 بدأ العمل مع شركة تشييد المباني «جيغراب» وفي عام 1978 عمل في شركة «22 ديسمبر» في كراغويفاتش كرئيس لقسم الاستثمار والصيانة. كما شغل منصب المدير الفني لشركة خدمات المرافق في كراغويفاتش. هو وزوجته دراغيكا (سابقا نينكوفيتش) لديهما ولدان.

## المسيرة السياسية

### الحزب الراديكالي
بدأ نيكوليتش حياته السياسية كنائب لرئيس الحزب الراديكالي الشعبي. بمبادرته اندمج جزء من حزب الشعب الراديكالي مع التجديد الوطني الصربي بقيادة فويسلاف شيشيلي لتشكيل الحزب الراديكالي الصربي. انتخب شيشيلي رئيسا للحزب الجديد ونيكوليتش نائب للرئيس. وقد وصف البعض الحزب بأنه حزب شيتنيك موجه نحو الفاشية الجديدة ويسعى إلى التوسع الإقليمي لصربيا. كانت شيتنيك إحدى حركات الحرب العالمية الثانية في يوغوسلافيا بقيادة دراجا ميهايلوفيتش الذي اتُهم بالتعاون مع قوات الاحتلال وارتكاب جرائم حرب. في عام 1993 خلال حرب البوسنة والهرسك أعلن شيشيلي نيكوليتش على أنه فويفود شيتنيك في احتفال أقيم على جبل رومانيا.
كان نيكوليتش نائب في برلمان صربيا منذ عام 1991 وهو الوحيد المنتخب باستمرار منذ ذلك العام. تحت حكم سلوبودان ميلوسيفيتش والحزب الاشتراكي الصربي حُكم عليه وشيشلي بالسجن لمدة ثلاثة أشهر خدمها في جنيلاني. ومع ذلك في مارس 1998 شكل الحزب الراديكالي الصربي ائتلاف مع الحزب الاشتراكي ثم أصبح نائب رئيس حكومة صربيا وبحلول نهاية عام 1999 نائب رئيس حكومة جمهورية يوغوسلافيا الاتحادية.
في عام 2000 بدأ أول انتخابات من عدة جولات لرئاسة صربيا. في الانتخابات الرئاسية في جمهورية يوغوسلافيا الاتحادية لعام 2000 احتل المركز الثالث خلف فويسلاف كوشتونيتشا وسلوبودان ميلوسيفيتش. ثم خاض الانتخابات الرئاسية الصربية لعام 2003 والتي حصل فيها على أكبر عدد من الأصوات في الجولة الأولى (46.23٪) متقدم على دراغوليوب ميكونوفيتش لكن النتائج أُبطلت بسبب انخفاض الإقبال بنسبة 38.8٪ فقط. قدم نيكوليتش محاولة أخرى للرئاسة في انتخابات 2004 الرئاسية. في الجولة الأولى حصل على 30.1٪ من الأصوات وحصل بوريس تاديتش على 27.3٪. في الجولة الثانية التي عقدت في 27 يونيو خسر نيكوليتش أمام تاديتش بنسبة 53.7٪ إلى 45.4٪. في 23 فبراير 2003 أصبح نائب زعيم الحزب بعد أن ذهب فويسلاف شيشيلي طواعية إلى المحكمة الجنائية الدولية ليوغوسلافيا السابقة. أثناء قيادته للحزب فضل نيكوليتش دفع الحزب نحو التركيز على المزيد من القضايا الاقتصادية والاجتماعية مثل الفقر والبطالة بدل من القومية المتشددة.
في تعليق حول ساق رئيس الوزراء الصربي زوران شينتشيتش المصابة قال نيكوليتش في 28 فبراير 2003: «إذا رأى أي شخص منكم في الشهر أو الشهرين التاليين زوران شينتشيتش في مكان ما فأخبره أن تيتو كان يعاني أيضا من مشكلة في ساقه قبله الموت». بعد أقل من أسبوعين اغتيل شينيتش في بلغراد. اعتذر نيكوليتش لاحقا عن تصريحه بالقول إنه لم يكن ليقول ذلك أبدا لو علم بما سيحدث. على عكس جينتشيتش رفض نيكوليتش مرارا الاعتذار عن قوله «لست نادما على مقتل سلافكو تشوروفيا». (قُتل الصحفي سلافكو تشوروفيا في 11 أبريل 1999 أمام باب بنايته).
انتخب نيكوليتش رئيس للبرلمان في 8 مايو 2007 متغلب على ميلينا ميلوسيفيتش من الحزب الديمقراطي بأغلبية 142 إلى 99 صوت من 244 عضو في البرلمان. وقد أيده الحزب الديمقراطي الصربي. هاجر الدين كوتشي من الحزب الديمقراطي لكوسوفو ويلي خوجا من حزب أورا الإصلاحي ورئيس وزراء كوسوفو أجيم تشيكو نددوا بانتخاب نيكوليتش ووصفوه بأنه «يأتي بنتائج عكسية وخطيرة على كوسوفو». في 9 مايو التقى نيكوليتش بالسفير الروسي ألكسندر أليكسييف وألقى خطاب أمام البرلمان دعا فيه إلى جعل صربيا جزء من دولة عظمى بيلاروسيا وروسيا قائلا إنهم «سيقفون معا ضد هيمنة أمريكا والاتحاد الأوروبي».
استقال من منصبه كرئيس في 13 مايو بعد أن شكل الحزب الديمقراطي والحزب الديمقراطي الصربي تحالف أولي استعدادا لتشكيل حكومة ائتلافية. أخبر نيكوليتش الأحزاب الديمقراطية أنه إذا «قبلوا سلميا» باستقلال كوسوفو فإن الحزب الراديكالي «لن يجلس بهدوء وينتظر».
في عام 2008 ترشح مرة أخرى للرئاسة في الانتخابات الرئاسية لعام 2008. كان شعاره من كل القلب. في 20 يناير 2008 فاز نيكوليتش مرة أخرى بالجولة الأولى بنسبة 39.99٪ من الأصوات. واجه نيكوليتش والرئيس الحالي بوريس تاديتش الذي حصل على 35.39٪ من الأصوات بعضهما البعض في جولة الإعادة في 3 فبراير. خسر نيكوليتش وحصل على 2197155 أو 47.97٪ من الأصوات.
استقال نيكوليتش فجأة من قيادة الحزب الراديكالي في 6 سبتمبر 2008. استشهدت وسائل الإعلام الصربية بالاختلافات بين نيكوليتش وأعضاء آخرين في التسلسل الهرمي للحزب الراديكالي وخاصة زعيم الحزب فويسلاف شيشيلي حول كيفية رد الحزب على عضوية الاتحاد الأوروبي المقترحة لصربيا. في الأيام التالية شكل نيكوليتش مجموعة برلمانية مع عدد من ممثلي الحزب الراديكالي الآخرين يُدعى «إلى الأمام صربيا». أخبر نيكوليتش الصحافة أن «الحزب الراديكالي الصربي القديم لم يعد موجود». في 11 سبتمبر 2008 خاطب شيشيلي جميع أعضاء الحزب الراديكالي في رسالة. ووصف نيكوليتش ومجموعته بأنهم «خونة وعملاء غربيون». كما دعا جميع أعضاء الحزب الراديكالي الصربي إلى البقاء على ولائهم لإيديولوجية «القومية الصربية ومعاداة العولمة والسياسة الموالية لروسيا». في 12 سبتمبر 2008 تم طرد نيكوليتش ومجموعته رسميا من الحزب الراديكالي. أعلن نيكوليتش أنه سيشكل حزبه الخاص.

### الحزب التقدمي

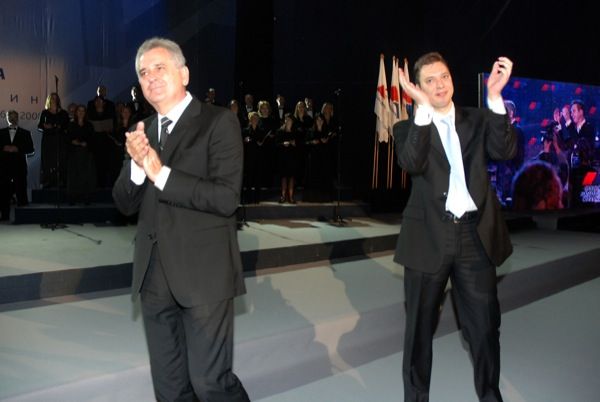
الرئيس السابق للبرلمان توميسلاف نيكوليتش ووزير الإعلام السابق لصربيا ألكسندر فوتشيتش في المؤتمر التأسيسي للحزب التقدمي الصربي حوالي 2008-09.

في 24 سبتمبر 2008 أعلن نيكوليتش أن اسم حزبه الجديد سيكون الحزب التقدمي الصربي وأن المؤتمر الأول سيعقد في 21 أكتوبر. عقد المؤتمر التأسيسي للحزب الجديد في 21 أكتوبر 2008.
في 5 فبراير 2011 أمام البرلمان نيكوليتش وأنصاره السياسيين ميلانكا كاريتش (قوة حركة صربيا) وفيليمير إليتش (صربيا الجديدة) وألكسندر فولين (حركة الاشتراكيين) وألكسندر فوتشيتش نظموا احتجاج يطالبون بانتخابات برلمانية مبكرة. وفقا لتقرير رسمي للشرطة الصربية كان هناك حوالي 55000 شخص حاضرين. في 16 أبريل 2011 نظم نيكوليتش احتجاج أكبر بنفس الطلب. كما بدأ إضراب عن العطش والجوع في ذلك الصباح وانتقل لاحقا إلى البرلمان الوطني. وذكر أن هدفه كان إجبار الحكومة الصربية آنذاك (بقيادة بوريس تاديتش) على إجراء انتخابات برلمانية مبكرة. في 17 أبريل جاء تاديتش لزيارة نيكوليتش في غرف البرلمان الأخير. نصح تاديتش نيكوليتش بالتوقف عن الإضراب. ساءت حالة نيكوليتش وتم نقله إلى مستشفى خاص. نشرت وسائل الإعلام الصربية بانتظام تقارير عن حالته. في نفس الليلة كان توتره الشرياني عاليا (150/100 مم زئبق) لكنه رفض طلب العلاج الوريدي أو الدواء. عندما أدرك أن إضرابه عن الطعام لن يحقق النتيجة المرجوة تنحى نيكوليتش عن منصبه مشيرا إلى عيد الفصح.

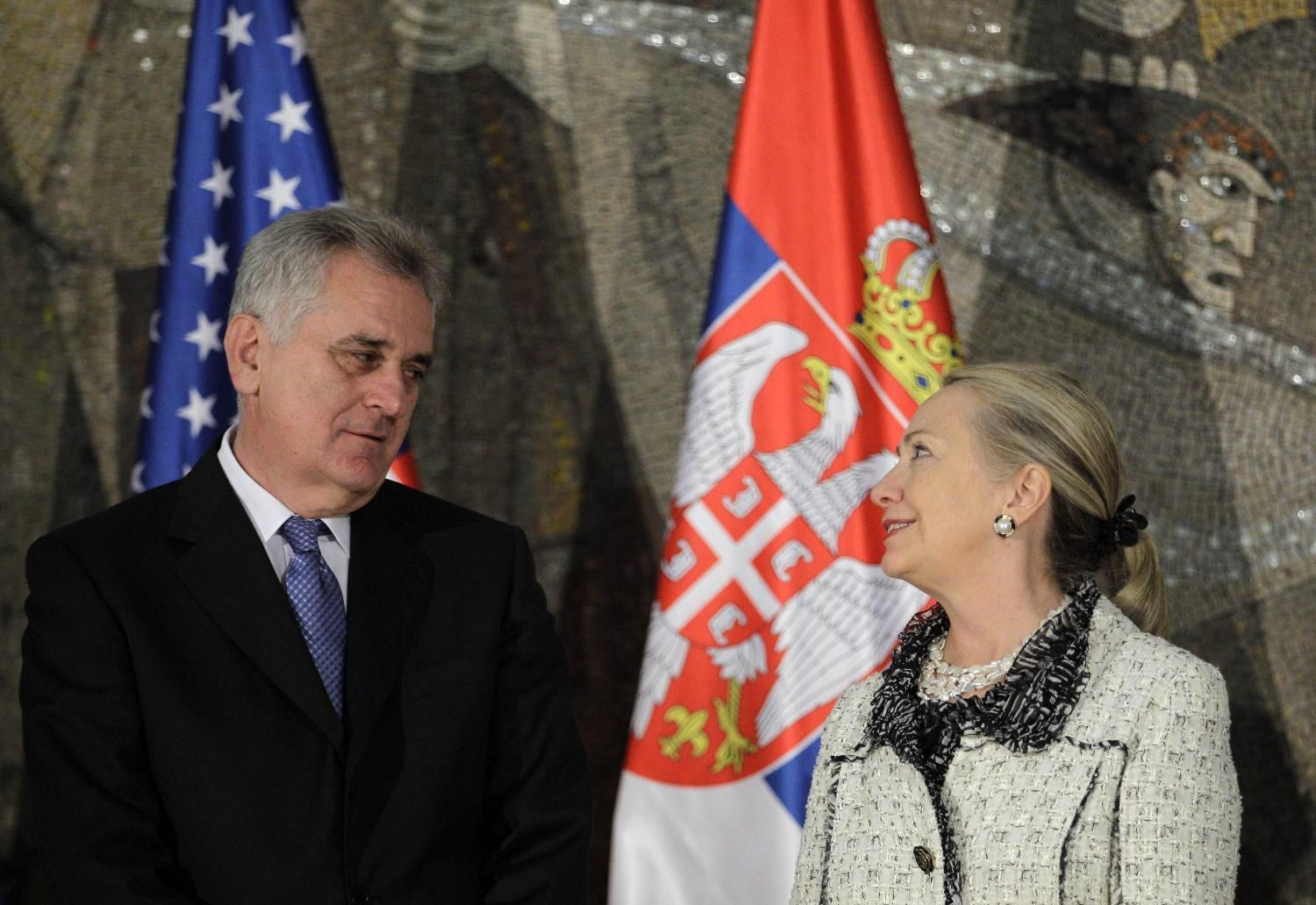
نيكوليتش مع وزيرة الخارجية الأمريكية هيلاري كلينتون في قصر صربيا في بلغراد في 30 أكتوبر 2012.

قاد نيكوليتش الحزب في الانتخابات البرلمانية لعام 2012 وترشح للرئاسة في الانتخابات الرئاسية لعام 2012. كان شعاره دعنا نتحرك صربيا. خلال الحملة أثيرت مسألة تعليمه حيث ادعت المعارضة أن نيكوليتش حصل على درجة الماجستير في ظل ظروف مشكوك فيها في مدرسة خاصة. ورد نيكوليتش بمقاضاة صحيفتي بليك وكورير اليومية وطالب بتعويض قدره 4 ملايين يورو.
في 6 مايو 2012 خسر نيكوليتش الجولة الأولى بنسبة 25.05٪ من الأصوات. واجه نيكوليتش والرئيس الحالي بوريس تاديتش الذي حصل على 25.31٪ من الأصوات بعضهما البعض في جولة الإعادة في الانتخابات في 20 مايو. فاز نيكوليتش بحصوله على 49.4٪ من الأصوات في مجموع 70٪ من مراكز الاقتراع. بوريس تاديتش منافسه في الانتخابات هنأه على الفوز وذكر أنه يأمل أن تواصل صربيا تقدمها تحت قيادة نيكوليتش.
استقال نيكوليتش من منصب زعيم الحزب التقدمي الصربي في 24 مايو 2012 واستقال في نفس الوقت من عضويته في الحزب مشير إلى رغبته في أن يكون رئيس لجميع مواطني صربيا.

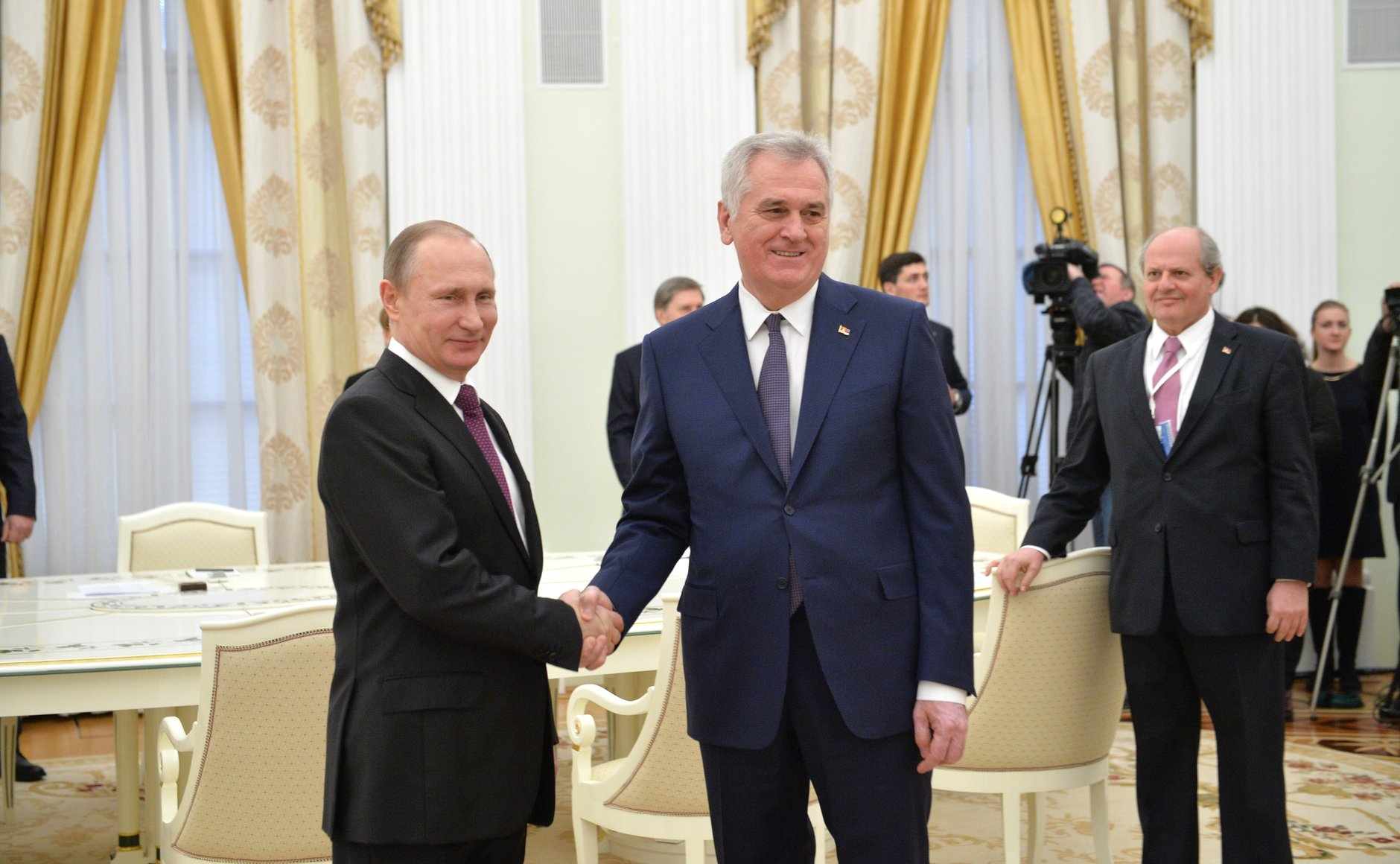
نيكوليتش يلتقي بالرئيس الروسي فلاديمير بوتين في موسكو في 10 مارس 2016.

في مقابلة أجريت في مايو 2012 نقلت فرانكفورتر ألجماينه تسايتونغ عن نيكوليتش قوله إن «فوكوفار كانت مدينة صربية وليس للكروات ما يعودون إليها». انتقد الرئيس الكرواتي إيفو يوسيبوفيتش نيكوليتش على هذا البيان واشترط التعاون المستقبلي بسحب نيكوليتش البيان.
في اليوم التالي أصدر مكتب نيكوليتش بيان قال فيه إن نيكوليتش لم يدلي بأي تصريح من هذا القبيل ووصفه بأنه «كذبة غادرة». ومع ذلك نشر مايكل مارتينز الصحفي في فرانكفورتر ألجماينه تسايتونغ لاحقا التسجيل الصوتي الذي يظهر أن نيكوليتش قد أدلى بهذا التصريح بالفعل.
في أواخر سبتمبر 2013 حظرت الشرطة الصربية مسيرة الفخر في بلغراد للعام الثالث على التوالي بعد التهديدات العنيفة الصادرة عن الجماعات اليمينية وطلبات الكنيسة الأرثوذكسية الصربية. قبل العرض أصدر داتشيتش بيان قال فيه إن السلوك الجنسي المثلي "غير طبيعي" وأن المثليين في صربيا بحاجة إلى "احترام رغبات غالبية السكان" إذا كانت "رغبة الأغلبية هي عدم إجراء العرض أصدر نيكوليتش بعد ذلك بيان دعا فيه إلى "البدء على الفور في تنظيم استعراض العام المقبل".

### رئيس صربيا
تم تنصيب نيكوليتش كرئيس لصربيا في 11 يونيو 2012. كان ستيفان فول المفوض الأوروبي للجوار والتوسع أعلى مسؤول حضر كما حضر العديد من السفراء من البلدان الأخرى. قاطع قادة كرواتيا والبوسنة والهرسك وسلوفينيا ومقدونيا حفل التنصيب بسبب إنكاره للإبادة الجماعية في سريبرينيتشا ومزاعم حول فوكوفار.
في 2 يونيه 2012 صرح نيكوليتش في تلفزيون الجبل الأسود أنه «لم تكن هناك إبادة جماعية في سريبرينيتشا. في سريبرينيتشا ارتكب بعض الصرب جرائم حرب جسيمة يجب العثور عليهم ومقاضاتهم ومعاقبتهم. [...] من الصعب للغاية توجيه الاتهام شخص ما ويثبت أمام المحكمة أن حدث ما يعتبر إبادة جماعية». صرح نيكوليتش أنه لن يحضر الذكرى السنوية لمذبحة سريبرينيتشا: «لا تسأل الرئيس الصربي دائما إذا كان ذاهب إلى سريبرينيتشا وكان سلفي هناك وأشاد. لماذا يجب على كل رئيس أن يفعل الشيء نفسه؟» وكان سلفه تاديتش قد اعترف سابقا بالمذبحة على أنها إبادة جماعية.
قال بكر عزت بيغوفيتش عضو رئاسة البوسنة والهرسك إن تعليقات نيكوليتش أهانت الناجين. وأوضح أن «إنكار الإبادة الجماعية في سريبرينيتشا لن يمهد الطريق للتعاون والمصالحة في المنطقة ولكن على العكس من ذلك قد يتسبب في سوء تفاهم وتوترات جديدة». كاثرين أشتون الممثلة السامية للاتحاد للشؤون الخارجية أدانت وزارة الشؤون الخارجية والسياسة الأمنية تعليقاته وذكر أن «الاتحاد الأوروبي يرفض بشدة أي نية لإعادة كتابة التاريخ».
في 25 أبريل 2013 اعتذر نيكوليتش عن الجرائم التي ارتكبها أي فرد باسم صربيا وعلى وجه الخصوص عن الجرائم المرتكبة في سريبرينيتشا. لم يلق الاعتذار قبول جيد من قبل بعض وسائل الإعلام والسياسيين في البوسنة والهرسك الذين أصيبوا بخيبة أمل لأن نيكوليتش لم يعترف بالمذبحة على أنها إبادة جماعية.
كرئيس قام نيكوليتش بتزيين عدد كبير من الأفراد والمؤسسات المحلية والأجنبية بمناسبة يوم الدولة. في 2016 كرم عمر البشير رئيس السودان لأن هذا البلد رفض الاعتراف باستقلال كوسوفو. دعا التحالف من أجل المحكمة الجنائية الدولية ومقره نيويورك نيكوليتش إلى إلغاء الميدالية التي منحها لرئيس السودان لأن البشير مطلوب من قبل المحكمة الجنائية الدولية ويشتبه في ارتكابه خمس جرائم ضد الإنسانية وتهمتي جرائم حرب وثلاث تهم بالإبادة الجماعية يُزعم أنها ارتكبت في دارفور.
في فبراير 2017 أعلن نيكوليتش أنه لن يسعى لإعادة انتخابه في الانتخابات المقبلة في صربيا وقدم دعمه لألكسندر فوتشيتش.

## جدل

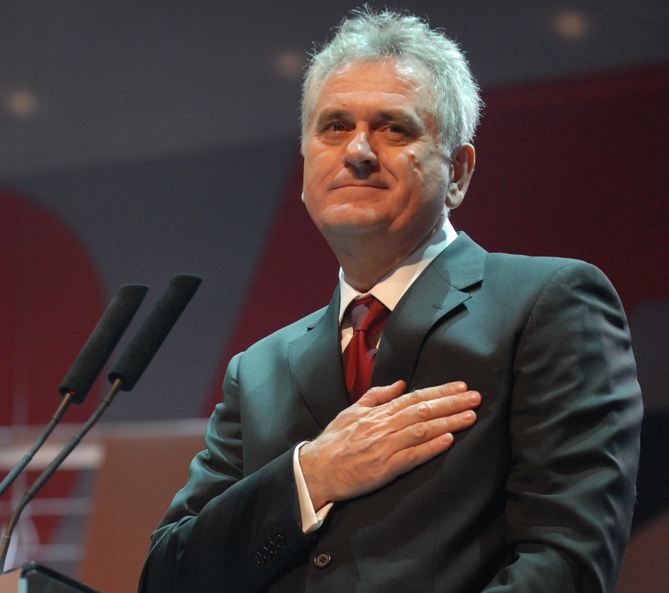
نيكوليتش يلقي خطاب في عام 2008.

### صربيا الكبرى
خلال التسعينيات وحتى عام 2008 دعا نيكوليتش مرارا وتكرارا إلى إنشاء صربيا الكبرى. أخبر نيكوليتش صحيفة أخبار المساء في عام 2004 أن حدود صربيا الكبرى على طول خط فيروفيتيكا-كارلوفاك-كارلوباغ لم تكن جزء من أي سياسة إمبريالية لكنها ستظل دائما «حلم» له ولغيره من القادة الراديكاليين. وقال أيضا إنه لن تكون له علاقات دبلوماسية مع كرواتيا لأنهم «يحتلون الأرض الصربية». في عام 2007 صرح نيكوليتش أن أساس العمل السياسي في الحزب الراديكالي الصربي كان توحيد جمهورية صرب البوسنة والجبل الأسود وجمهورية كرايينا الصربية مع صربيا في دولة واحدة في البلقان. لكن قبل أيام قليلة من انتخابات عام 2012 قال نيكوليتش لصحيفة فرانكفورتر ألجماينه تسايتونج في مقابلة أنه لا يمكن التشكيك في وحدة أراضي الدول المجاورة وأن آرائه السابقة لم تعد صالحة. عندما سئل عن هذا التغيير في الموقف اقتبس من فيلسوف فرنسي قال «فقط الأحمق الذي لا يغير رأيه».

### التعليم
في عام 2012 اتُهم نيكوليتش بشراء درجة الماجستير من كلية الإدارة في نوفي ساد دون حضور فصل أو اختبار واحد. استند الادعاء إلى حقيقة أن شهادته لا تحمل طابع وأنه لم يتذكر أي طالب آخر رؤيته يحضر دروس أو امتحانات.

### تعليقات حول حماية «الجينات الصربية»
في 25 يناير 2016 وضع نيكوليتش حجر الأساس لـ «مركز التميز» بجامعة كراغويفاتش مسقط رأسه وستضم المؤسسة وحدة أبحاث الخلايا الجذعية. وقال نيكوليتش إن بنك الخلايا الجذعية «سيحافظ على ما هو أكثر أهمية وأجمل خصائص الشعب الصربي» وأيضا: «يجب أن يولد الأطفال هنا مع المادة الوراثية الصربية مع الشفرة الصربية والماضي الصربي والمستقبل الصربي. وقد وجهني هذا لدعم هذا». رد أمين المظالم في صربيا ساشا يانكوفيتش على هذا على تويتر بقوله إنه «يأسف لهذا البيان» مضيفا أن المادة الأولى من الدستور تنص على أن «جمهورية صربيا هي دولة الشعب الصربي وجميع المواطنين الذين يعيشون فيها». كما ردت رابطة الديمقراطيين الاجتماعيين في فويفودينا قائلة إن الرئيس أدلى «بتصريح نازي» «انتهك الدستور» وحثه على الاستقالة.

### تعليقات حول أمراض النساء والنساء
في سبتمبر 2016 في حفل افتتاح ندوة أطباء أمراض النساء والتوليد في صربيا والجبل الأسود وجمهورية صرب البوسنة قالت نيكوليتش: «طب النساء هو معرفة عن النساء إذا كان ينبغي لأي شخص أن يجرؤ على القول إن لديه تلك المعرفة». قالت مايا سيدلاريفيتش عضوة رابطة الديمقراطيين الاجتماعيين في فويفودينا إن نيكوليتش أساء إلى النساء وهو أيضا جاهل وغير متعلم وسطحي.

## بيبلوغرافيا
نشر نيكوليتش ثلاثة عشر كتاب:
- لا نصر ولا هزيمة
- كل شيء من أجل كوسوفو وميتوهيا
- انتصار مخطوف
- لمنصب الرئيس
- خلال ظلام وسائل الإعلام
- الرسالة التي بها عنوان
- في قبضة الكراهية
- لقد تحدثت
- مسيرة البرلمان على التعذيب
- البرلمان الشيوعي الجديد
- منذ البداية
- عندما تسقط الحكومة، يسقط ميلوسيفيتش
- الخنادق في البرلمان

## روابط خارجية
- توميسلاف نيكوليتش على موقع الموسوعة البريطانية (الإنجليزية)
- توميسلاف نيكوليتش على موقع مونزينجر (الألمانية)